# Arkéa-B&B Hotels

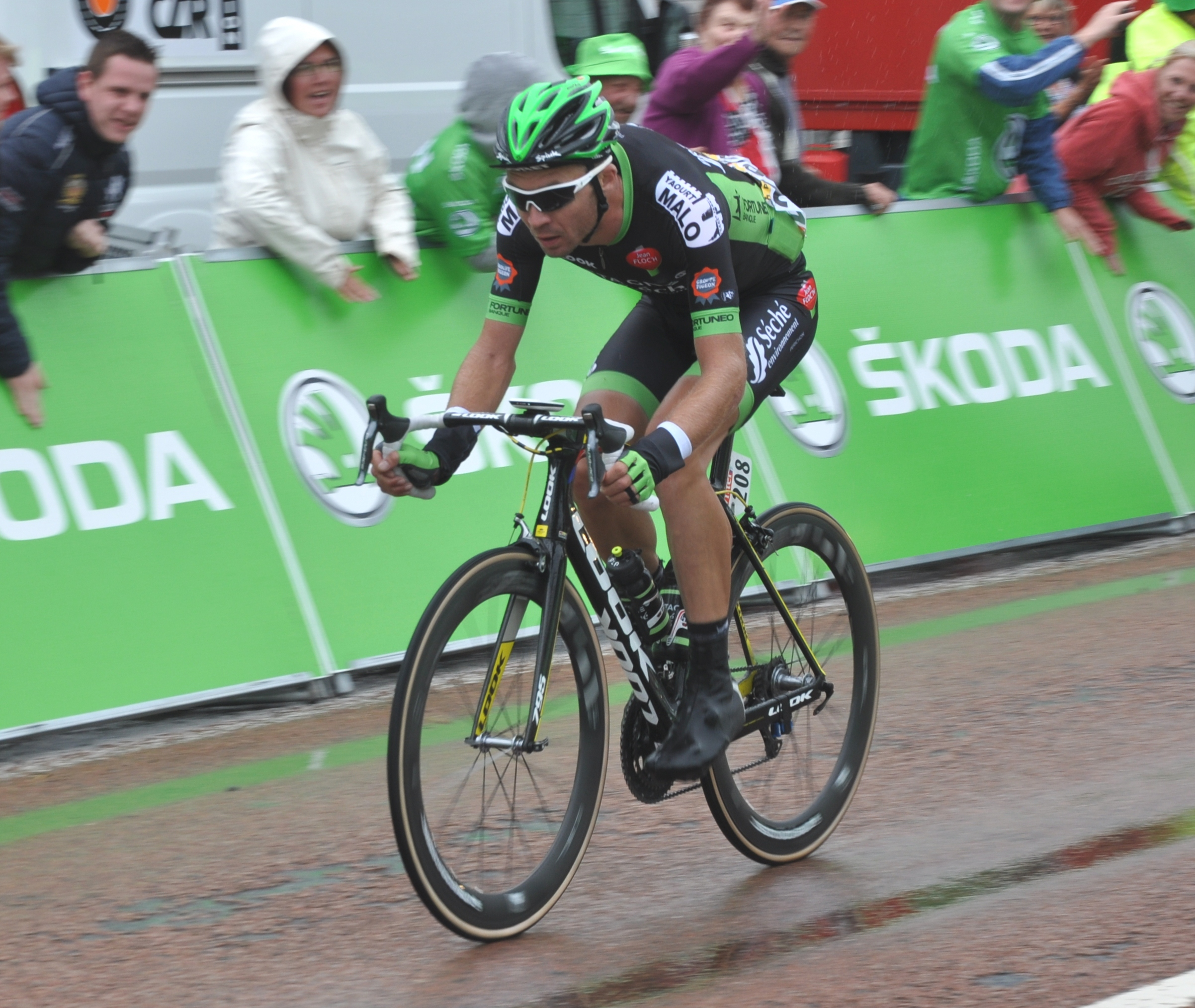
Pierre-Luc Périchon, Tour de France 2015.

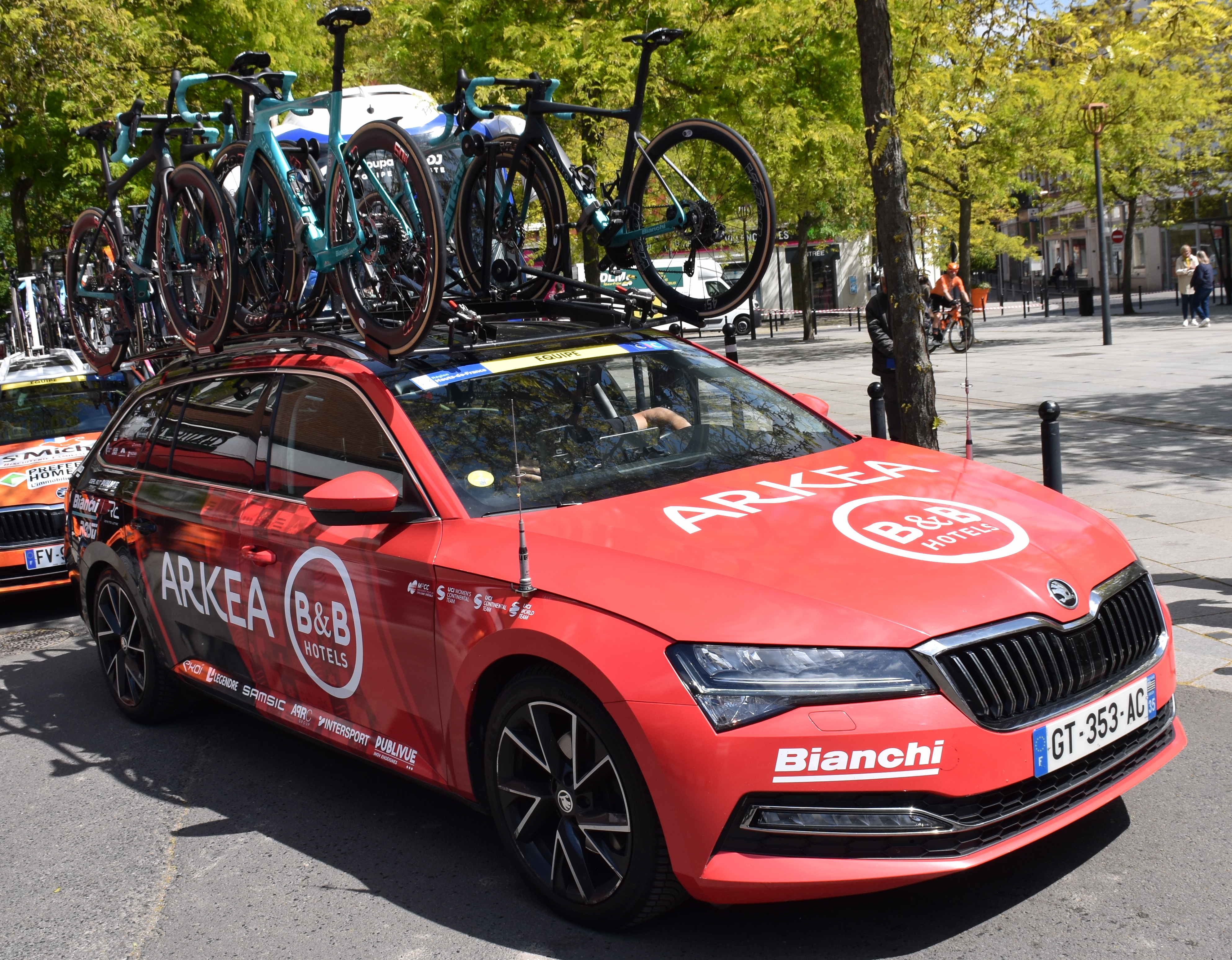
Teamfahrzeug 2025

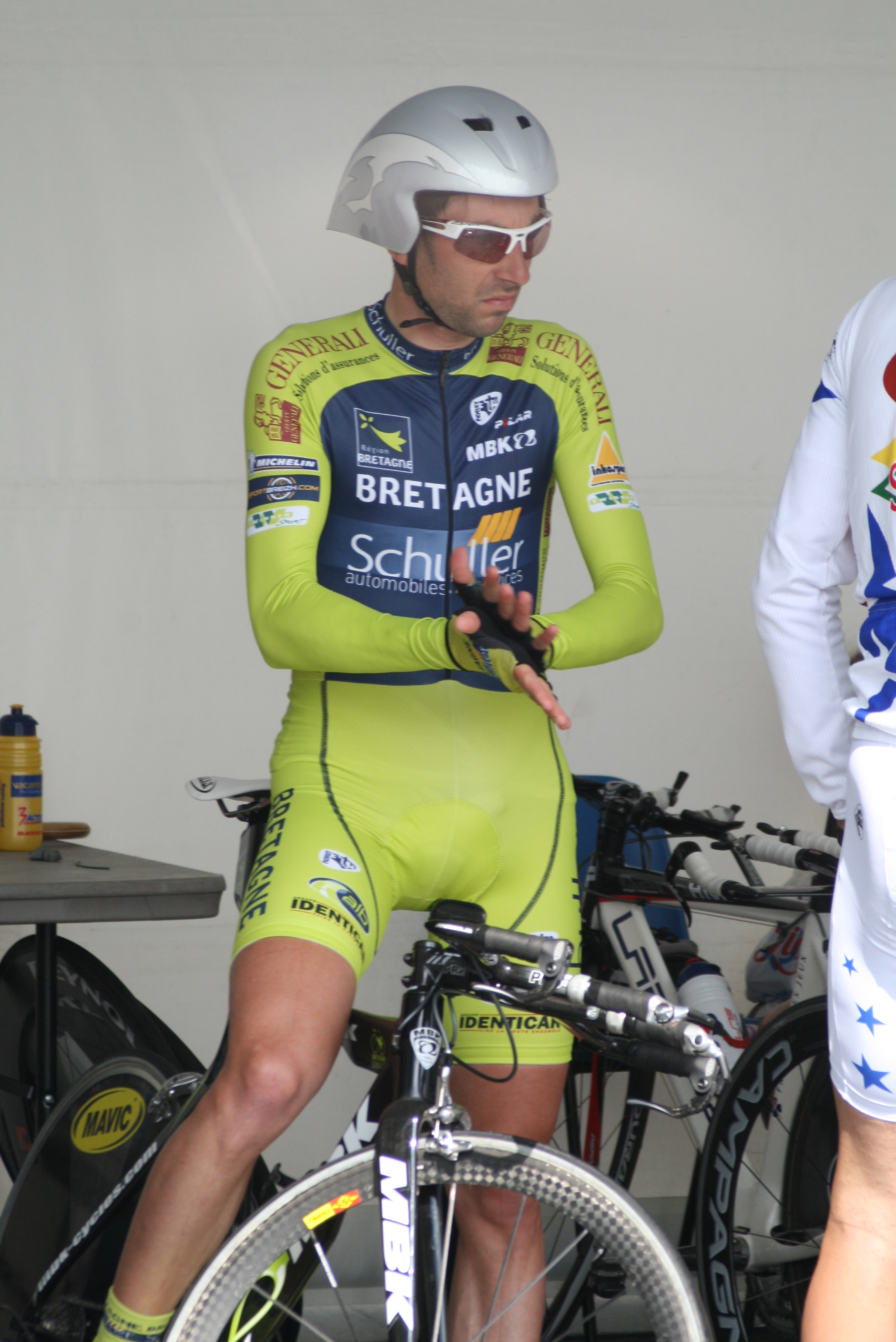
Sébastien Duret im Trikot der Mannschaft (2009)

Das Team Arkéa-B&B Hotels ist ein französisches Radsportteam mit Sitz in Rennes.

## Organisation und Geschichte
Die Mannschaft hatte bis 2010 den Status eines Continental Teams, von 2011 bis 2021 war es im Besitz einer Lizenz als UCI Professional Continental Team / UCI ProTeam. Mit Platz 17 zum Abschluss der UCI-Dreijahreswertung 2020–2022 stieg das Team in die UCI WorldTour auf und erhielt zur Saison 2023 eine Lizenz als UCI WorldTeam.
General Manager ist Emmanuel Hubert. Sponsor der Mannschaft aus der Bretagne war bis 2006 das Unternehmen Jean Floc’h, dessen radsportbegeisterter Gründer Jean Floc’h im Mai 2007 starb, 2007 bis 2008 war Armor Lux und 2009–2012 war Schuller der neue Sponsor. Namensgeber wurde 2013 Séché Environnement, ein Abfallbeseitigungsunternehmen. Seit 2019 wird das Team durch den Finanzdienstleister Arkéa gesponsert, zur Saison 2024 löste die Hotelkette B&B Hotels den Dienstleistungskonzern Samsic als Co-Sponsor ab.
Im Juni 2025 wurde bekannt, dass die beiden Hauptsponsoren Arkéa und B&B Hotels zum Saisonende aus dem Team aussteigen werden. Die Zukunft des Rennstalls ist somit ungewiss.
Das Team ist Mitglied im Mouvement Pour un Cyclisme Crédible (kurz MPCC; dt. Bewegung für einen glaubwürdigen Radsport).

## Platzierungen in UCI-Ranglisten
UCI World Ranking
| World Ranking | World Ranking | World Ranking          | World Ranking |
| Jahr          | Teamwertung   | Einzelwertung          |               |
| ------------- | ------------- | ---------------------- | ------------- |
| 2016          | —             | Daniel McLay (109. )   |               |
| 2017          | —             | Laurent Pichon (94. )  |               |
| 2018          | —             | Warren Barguil (165. ) |               |
| 2019          | 27.           | Warren Barguil (100. ) |               |
| 2020          | 14.           | Warren Barguil (36. )  |               |
| 2021          | 17.           | Nairo Quintana (64. )  |               |
| 2022          | 13.           | Hugo Hofstetter (37. ) |               |
| 2023          | 19.           | Arnaud Démare (76. )   |               |
| 2024          | 19.           | Luca Mozzato (66. )    |               |
|               |               |                        |               |
| Quelle: UCI   |               |                        |               |

UCI Africa Tour (bis 2018)
| Saison    | Mannschaftswertung | Fahrerwertung             |
| --------- | ------------------ | ------------------------- |
| 2007      | 11.                | Stéphane Bonsergent (75.) |
| 2008      | 8.                 | Yann Pivois (28.)         |
| 2009-2014 | -                  | -                         |
| 2015      | 7.                 | Yauheni Hutarovich (39.)  |
| 2016      | 6.                 | Anthony Delaplace (35.)   |
| 2017-2018 | -                  | -                         |

UCI America Tour (bis 2018)
| Saison    | Mannschaftswertung | Fahrerwertung            |
| --------- | ------------------ | ------------------------ |
| 2009      | 18.                | Johan Le Bon (41.)       |
| 2010      | 32.                | Johan Le Bon (248.)      |
| 2011-2013 | -                  | -                        |
| 2014      | 30.                | Eduardo Sepúlveda (175.) |
| 2015      | 12.                | Kévin Ledanois (17.)     |
| 2016      | 17.                | Eduardo Sepúlveda (41.)  |
| 2017      | 45.                | Eduardo Sepúlveda (245.) |
| 2018      | -                  | -                        |

UCI Asia Tour (bis 2018)
| Saison    | Mannschaftswertung | Fahrerwertung              |
| --------- | ------------------ | -------------------------- |
| 2009-2014 | -                  | -                          |
| 2015      | 43.                | Pierre-Luc Périchon (119.) |
| 2016      | 51.                | Eduardo Sepúlveda (221.)   |
| 2017      | -                  | -                          |
| 2018      | 93.                | Sindre Lunke (518.)        |

UCI Europe Tour (bis 2018)
| Saison | Mannschaftswertung | Fahrerwertung            |
| ------ | ------------------ | ------------------------ |
| 2005   | 13.                | Stéphane Petilleau (47.) |
| 2006   | 18.                | Cédric Hervé (36.)       |
| 2007   | 30.                | David Le Lay (169.)      |
| 2008   | 33.                | Cyril Gautier (50.)      |
| 2009   | 21.                | Dimitri Champion (20.)   |
| 2010   | 11.                | Florian Vachon (27.)     |
| 2011   | 13.                | Laurent Pichon (21.)     |
| 2012   | 13.                | Laurent Pichon (24.)     |
| 2013   | 19.                | Armindo Fonseca (44.)    |
| 2014   | 10.                | Armindo Fonseca (23.)    |
| 2015   | 3.                 | Pierrick Fédrigo (18.)   |
| 2016   | 12.                | Daniel McLay (29.)       |
| 2017   | 5.                 | Laurent Pichon (15.)     |
| 2018   | 15.                | Bram Welten (115.)       |

## Mannschaft 2025
| Teamkader 2025                                | Teamkader 2025     | Teamkader 2025 | Teamkader 2025                            |
| Name                                          | Geburtsdatum       | Land           | Vorheriges Team                           |
| --------------------------------------------- | ------------------ | -------------- | ----------------------------------------- |
| Jenthe Biermans                               | 30. Oktober 1995   | Belgien        | Israel-Premier Tech (2022)                |
| Amaury Capiot                                 | 25. Juni 1993      | Belgien        | Sport Vlaanderen-Baloise (2020)           |
| Ewen Costiou                                  | 10. November 2002  | Frankreich     | Côtes d'Armor Cyclisme Marie Morin (2022) |
| Anthony Delaplace                             | 11. September 1989 | Frankreich     | Sojasun (2013)                            |
| Arnaud Démare                                 | 26. August 1991    | Frankreich     | Groupama-FDJ (2023)                       |
| Raúl García Pierna                            | 23. Februar 2001   | Spanien        | Equipo Kern Pharma (2023)                 |
| Élie Gesbert                                  | 1. Juli 1995       | Frankreich     | VC Pays de Loudéac (2016)                 |
| Donavan Grondin                               | 26. September 2000 | Frankreich     | Vendée U Pays de la Loire (2019)          |
| Thibault Guernalec                            | 31. Juli 1997      | Frankreich     | Pays de Dinan (2018)                      |
| Laurens Huys                                  | 24. September 1998 | Belgien        | Intermarché-Circus-Wanty (2023)           |
| Mathis Le Berre                               | 16. April 2001     | Frankreich     | Côtes d'Armor Cyclisme Marie Morin (2022) |
| Léandre Lozouet                               | 3. September 2004  | Frankreich     | Arkéa-B&B Hôtels Continentale (2024)      |
| Luca Mozzato                                  | 15. Februar 1998   | Italien        | B&B Hotels-KTM (2022)                     |
| Michel Ries                                   | 11. März 1998      | Luxemburg      | Trek-Segafredo (2021)                     |
| Cristian Rodríguez                            | 3. März 1995       | Spanien        | TotalEnergies (2022)                      |
| Louis Rouland                                 | 21. Oktober 2002   | Frankreich     | Arkéa-B&B Hôtels Continentale (2024)      |
| Miles Scotson                                 | 18. Januar 1994    | Australien     | Groupama-FDJ (2023)                       |
| Florian Sénéchal                              | 10. Juli 1993      | Frankreich     | Soudal Quick-Step (2023)                  |
| Embret Svestad-Bårdseng                       | 1. September 2002  | Norwegen       | Arkéa-B&B Hôtels Continentale (2024)      |
| Pierre Thierry                                | 31. Mai 2003       | Frankreich     | Arkéa-B&B Hôtels Continentale (2024)      |
| Martin Tjøtta                                 | 27. Januar 2001    | Norwegen       | Arkéa-B&B Hôtels Continentale (2024)      |
| Kévin Vauquelin                               | 26. April 2001     | Frankreich     | VC Rouen 76 (2021)                        |
| Clément Venturini                             | 16. Oktober 1993   | Frankreich     | AG2R Citroën Team (2023)                  |
| Alessandro Verre                              | 17. November 2001  | Italien        | Colpack-Ballan (2021)                     |
| Simon Guglielmi                               | 1. Juli 1997       | Frankreich     | Groupama-FDJ (2021)                       |
| Victor Guernalec                              | 16. März 2000      | Frankreich     | Bourg-en-Bresse Ain Cyclisme (2024)       |
| Giosuè Epis                                   | 4. März 2002       | Italien        | Arkéa-B&B Hôtels Continentale (2024)      |
| Camille Charret (1. Aug.–31. Dez., Stagiaire) | 3. Juli 2006       | Frankreich     | VC Villefranche Beaujolais (2025)         |
|                                               |                    |                |                                           |
| Quelle: ProCyclingStats                       |                    |                |                                           |

## Ehemalige Fahrer
- Carl Naibo (2005)
- Samuel Plouhinec (2005)
- Stéphane Petilleau (2005–2007)
- David Le Lay (2005–2008)
- Piotr Zieliński (2005–2008)
- Cyril Gautier (2007–2008)
- Benoît Poilvet (2008)
- Antoine Dalibard (2005–2009)
- Nicolas Hartman (2009)
- Cyrille Monnerais (2009)
- Stéphane Bonsergent (2006–2010)
- Lilian Jégou (2009–2010)
- Eduardo Gonzalo (2010)
- Sylvain Calzati (2011)
- Johan Le Bon (2009–2012)
- Dimitri Champion (2009 und 2012)
- Geoffroy Lequatre (2012–2013)